# 레오폴트 폰 바이에른 왕자
레오폴트 막시밀리안 요제프 마리아 아르눌프 폰 바이에른 왕자(독일어: Leopold Maximilian Joseph Maria Arnulf, Prinz von Bayern, 1846년 2월 9일 ~ 1930년 9월 30일)는 바이에른 왕국의 왕족이다.

## 군인 경력
루이트폴트 폰 바이에른 섭정 왕자와 오스트리아 여대공 아우구스테 페르디난데의 둘째 아들로 태어났다. 바이에른 왕국의 루트비히 3세 국왕은 그의 형이다. 15세 시절인 1861년 11월 28일에 바이에른 왕국 군대에 입대했고 1866년에는 오스트리아-프로이센 전쟁에 참전한 바이에른 왕국의 포병 부대에서 복무했다.
1870년에는 바이에른 왕국의 루트비히 2세 국왕의 지시에 따라 프로이센-프랑스 전쟁에 참전한 프로이센 왕국의 제3포병연대에서 복무했으며 프로이센 군대가 프랑스 스당을 공격하는 과정에서 큰 성과를 기록했다. 1870년 12월에는 바이에른 왕국 육군 소령 계급을 받았으며 대십자 철십자장, 바이에른 대십자 무공훈장을 받았다.
1873년에는 오스트리아 제국의 프란츠 요제프 1세 황제와 엘리자베트 폰 외스터라이히웅가른 황후의 둘째 딸인 기젤라 폰 외스터라이히 여대공과 결혼했으며 슬하에 2남 2녀를 두었다. 1892년, 레온하르트 폰 블루멘탈 백작의 퇴역 이후, 레오폴트는 그를 대신해 제 4 집단군의 사령관이 되었다. 이 집단군은 바이에른 왕국의 수도였던 뮌헨에 배치되었다. 1905년 1월 1일에는 바이에른 왕국 육군 원수 계급을 받았다. 레오폴트는 1913년에 퇴역했다.

## 제1차 세계 대전
제1차 세계 대전이 진행 중이던 1915년 4월 16일에는 독일 제국 제9군 사령관으로 임명되었으며 1915년 8월 4일 바르샤바에서 전개된 군사 작전에서 큰 성과를 기록했다. 이러한 공로를 인정받아 1915년 8월 5일에는 대십자 막스 요제프 군사훈장을 받았고 1915년 8월 9일에는 푸르 르 메리트 군사훈장을 받았다.
1916년 8월 29일에는 오스트리아를 상대로 전개한 군사 작전인 잔인한 여름 작전을 통해 브루실로프 공세가 역전되면서 레오폴트는 파울 폰 힌덴부르크 육군 원수로부터 동부 전선에 참전한 독일 제국의 동부최고지휘관으로 임명되었다. 레오폴트는 제1차 세계 대전의 나머지 기간 동안에 이 직위를 맡았으며 독일 제국의 괴뢰 국가였던 폴란드 섭정왕국의 잠재적인 왕위 후보자로 여겨졌다.
레오폴트는 1918년 3월 4일까지 제1차 세계 대전 기간 동안에 훈장을 5번 받았으며 동부 전선에서의 전투를 종식시킨 브레스트-리토프스크 조약에 서명하면서 은퇴했다. 이 조약은 독일 제국에 매우 유리하게 적용되었기 때문에 레오폴트는 성공적으로 생애를 마무리했다. 1930년 9월 28일 뮌헨에서 사망했으며 그의 시신은 뮌헨에 위치한 성 미하엘 교회에 안치되었다.